# Atractotomus magnicornis
Atractotomus magnicornis ist eine Wanzenart aus der Familie der Weichwanzen (Miridae).

## Merkmale
Die Wanzen werden 2,8 bis 3,4 Millimeter lang. Die Gattung Atractotomus umfasst dunkel gefärbte Arten, bei denen die Körperoberseite mit abgeflachten, goldenen oder silbernen Haaren bedeckt ist. Das zweite Fühlerglied ist häufig stark verdickt. Bei Atractotomus magnicornis ist das erste Fühlerglied zylindrisch und das zweite ist nur bei den Weibchen verdickt. Atractotomus parvulus ist sehr ähnlich, besitzt jedoch ein etwas kürzeres zweites Fühlerglied und hat zudem eine andere Wirtspflanze.

## Vorkommen und Lebensraum
Die Art ist in ganz Europa verbreitet und fehlt hier nur im südlichen Mittelmeergebiet. Sie wurde durch den Menschen in Nordamerika eingeschleppt. In Deutschland ist die Art weit verbreitet und häufig und kommt sowohl im Flachland, als auch in den hohen Mittelgebirgen und in den Alpen vor. In Österreich ist die Art bisher noch kaum nachgewiesen und ist in den tiefen Lagen im Osten seltener als in den Alpen.

## Lebensweise
Die Wanzen leben wie auch Atractotomus kolenatii überwiegend auf Gemeiner Fichte (Picea abies), man findet sie selten auch an anderen Nadelbäumen wie Fichten (Abies), Kiefern (Pinus), Lärchen (Larix) und sogar auf Gemeinem Wacholder (Juniperus communis) und Lebensbäumen (Thuja). Sie ernähren sich zoophytophag, sowohl durch Saugen an den Nadeln und Knospen ihrer Wirtsbäume, als auch an Blatt- und Staubläusen. Die adulten Wanzen kann man von Ende Juni bis September beobachten. Sie treten pro Jahr in einer Generation auf.

## Belege